# Revisorn

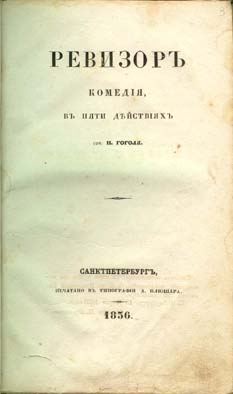
Förstaupplagans titelblad

Revisorn (diakritiskt tecknad ryska: Ревизо́р, Revizór) är en komedipjäs från 1836 av den ryske författaren Nikolaj Gogol. Den är i fem akter och handlar om en man som anländer till en mindre landsortsstad, där han misstas för en väntad statlig inspektör. Lokalbefolkningen gör allt den kan för att behaga honom vilket han välkomnar. Pjäsen gavs först ut på svenska 1878 i översättning av Victor Emanuel Öman. Den har nyöversatts flera gånger och finns även under titeln Inspektionen.

## Sammanfattning
Alfred Jensen gjorde följande sammanfattning av pjäsen i Ryska skaldeporträtt (1898):
I en avlägsen landsortstad hamnar en tämligen enfaldig, men i grund och botten beskedlig dagdrivare från Petersburg vid namn Chlestakov, som ej längre får bo på kredit i stadens hotell. Postmästaren, vilken tagit som regel att bryta alla brev, som går genom hans händer, har emellertid fått nys om att regeringen beordrat en revisor, en inspektör från ministeriet till denna landsända, som dittills dvalts i lyckligt oberoende av centralmyndigheterna, och man börjar nu misstänka att den hemlighetsfulle petersburgaren i hotellet är denne fruktade buse, som inkognito vill undersöka samhället i dess vardagliga förhållanden. Det blir stor rådplägning hos polismästaren, och samtliga överhetspersoner — lasarettsläkaren och skolrektorn icke undantagna — får stränga order att för en gångs skull sopa rent för egen dörr, så att regeringen måtte kunna övertyga sig om den administrativa förträffligheten. Själv beger polismästaren sig till främlingen, vilken vid åsynen av kronans uniform befarar en häktningsorder för svindleri och lösdriveri. Hans naiva förklaringar och ursäkter uppfattas av polismästaren såsom listiga försök att bevara ett inkognito, men då han får sammanhanget klart för sig, har han naturligtvis ingenting emot att bli polismästarens gäst, får sin hotellräkning kvitterad, pungslår litet var på större och mindre ficklån och driver sitt djärva spel ända därhän, att han förlovar sig med den brutale, men fjäskige polismästarns dumma dotter. Då han till sist börjar finna situationen ohållbar, skuddar han stoftet av sina fötter och försvinner utan att ta adjö av sina frikostiga gynnare. Detta var ej heller för tidigt, ty postmästaren har genom ett nytt brev, som han »händelsevis» råkat läsa, fått veta, att man blivit dragen vid näsan av en simpel äventyrare, och bäst som hela denna sköna samling av narrar och skurkar råkar i luven på varandra för att de låtit dupera sig av en ännu större skurk och narr, inträder i den dråpliga slutscenen en gendarm och säger åt polismästarn: »Ni anmodas att ögonblickligt bege er till revisorn, som just nu anlänt från Petersburg i en utomordentlig mission.» — Tablå.